# Granddanois
En granddanois er en stor selskabshund, vagt- og forsvarshund, der vejer op til 95 kg.
Der fandtes ikke organiseret hundeopdræt i første halvdel af 1800 tallet, men i år 1886 blev den "Danske Commission Kjøbenhavn 1886" nedsat under Dansk Jagtforening, hvor en standard for Den danske Hund ("Den store danske Hund") blev formuleret. Dansk Kennel Klub overtog varetagelsen af interesserne omkring Den danske Hund, da denne organisation blev etableret i år 1897.

## Navnet
Grand Danois er efter traditionel dansk opfattelse en videreudvikling af den oprindelige myndelignende store jagthund til jagt på storvildt og ulve i de danske landskaber, der sidste i 1500-tallet blev krydset med engelske mastiffs.
Navnet granddanois stammer fra fransk grand danois, der betyder 'stor dansk (hund)' dannet af grand 'stor' + danois 'dansk'.
Hundens navn på forskellige sprog er:
- Engelsk: "Great Dane, Great Danish Dog, Danish Dog".[7]
- Fransk: "Grand Danois",[8] "chien Danois"[9]
- Tysk: "Dänischer Hund, der große dänische Hund og Dänische Dogge", "Der grosse Dänifche",[10] "Dänischer Hund",[11] "Der große dänische Hund",[12][13] efter år 1880 også "Deutsche Dogge".[14][15]
- Italiensk: "danese grande".[16]
- Finsk: "Tanskandoggi".[17]
- Spansk: "Gran danés"
- Japansk: グレート・デーン (gureito dein = fonetisk oversættelse af Great Dane).[kilde mangler]
- I Sverige og Norge hedder hunden Grand Danois.[18][19]

Betegnelsen "dansk" i forbindelse med hundens navn opstår uden for Danmark for at henvise til hundens ophav. Gennem oversættelser til dansk af udenlandske videnskabelige værker, tilføjes desuden "dansk" i daglig tale i 1800-tallet, da det organiserede opdræt af hunde flyttes fra kongehus og adel til borgerskabet. Det sker gradvist efter parforcejagten endeligt blev nedlagt ved Kongelig Resolution 20. oktober 1777.

### Danske betegnelser for store jagthunde
Betegnelsen "miohund" (myndehund) anvendes i Skånske Lov fra år 1200-1228 Ordet "myndehund" oprinder fra det oldnordiske "mjóhundr", der er forbundet med ordene "mjódd" (tyndhed, smalhed) og "mjóleitr" (som har et smalt, langtrukket ansigt). Sådan så den store jagthund formentlig ud fra arilds tid til slutningen af 1500 tallet.
"Myö hwndæ" (myndehunde) anvendes i "Laalands Vilkaar" (Art. 6) fra år 1446. "myøhwnde" (myndehunde) i Christian 1.'s "Fynske Vedtægt" fra år 1473. og "Mynder" Kong Christian 2.'s Gejstlige Lov af 1521 (kap. 4). samt Frederik 2.'s forbud til nogle lensmænd fra året 1563. "Mynder" anvendes ligeledes i Christian 5.'s Danske Lov (Femte Bog: Om Adkomst, Gods og Gield, X. Capitel: Om Jord, Ejendom, Fællet, Jagt, Fiskerj) fra år 1683.
Men ellers glider betegnelsen mynder ud efter ca. 1600 og i sin latinske stilebog skriver Christian 4. slet og ret "Jagthunde" (København 16. marts 1593) betegnelsen "Jagt Hundene" bruges også i Refusionsopgørelsen af ejendomshandlen "Beregning af Hans Ko. Ma. Ratificerit den 27 9bris Aº 1673" i forbindelse med Over- og Hofjægermester (ober Jegermester) Vincentz Joachim Hahn (1632-1680)'s overtagelse af Abrumstorp (senere Jægerspris Slot) fra Kong Christian 5. og i jagtprotokollen fra Meutegaarden ved Jægersborg, således "specification paa Hans Kongel. Maits. Jagthunde saa og hvad Avl og Alder de kand være af. Forfattet den 14. Novembris 1725". "Mynde" optræder dog i et naturvidenskabeligt værk fra år 1776 om Danmark-Norges dyreliv.
Betegnelen "blendinge" var udbredt i første halvdel af 1700 tallet, ordet "blending" indføres på den kongelige hundekennel efter år 1585 (se under Beskrivelse). Ordet "Blending" er identisk med det engelske ord "blend". Begge oprinder fra det oldnordiske "blanda" eller "at sammenblande forskellige ting". Betegnelsen ser ud til at være et veldefineret begreb i samtidens kynologi, da den forekommer på tysk som "Dänischer Blendling" i naturvidenskabelige afhandlinger. Ordet betegner en krydsning af den oprindelige myndehund med en fra England i 1585 importeret mastiff. Denne nye "blanding" eller "blending" er resultatet (se Beskrivelse).
Betegnelsen "danske Hund" optræder i en beretning om Fredericia år 1767. og "grand Danois, stor Dansk Hund" i et naturvidenskabeligt værk fra år 1768  "store danske Hund" betegnelse for cand.jur. Klemps hund år 1854, "den store danske hund" i 1864, "Grand Danois" i en artkel i "Illustreret Tidende" i 1886.. I 1886 bliver "Den store danske Hund" den officielle betegnelse, da standarden for racen skrives i 1886. "Danske dogger" anvendes i en reklame i 1888. "Den danske Hund, Danske Hunde" på forsiden af og i reklame i "Hunden" (Nr. 1., januar 1891, 1. årgang). "Specialklubben for den danske Hund" grundlægges i 1928, men skifter i 1951 navn til "Grand Danois Klubben i Danmark". Betegnelsen "Grand danois" anvendes i en artikel i "Hunden" år 1934. Et støttefrimærke fremstillet i 1948 anvender dobbeltformen "Grand Danois, Den danske Hund" støttefrimærke fremstillet i 1948. Skiftet til Grand Danois sker således i den første efterkrigstid.

## Navneforvirring mellem Den danske Hund (Grand Danois) og øvrige hunderacer i 1800-tallet
I begyndelsen af 1800-tallet anvendtes betegnelsen den danske hund om to typer af hunde.
Viggo Møller kommenter i 1886 sprogbrugen i Hans Böchmann Melchiors "Den danske Stats og Norges Pattedyr" (1834).
| Citat                                                            | I Melchiors "Den danske Stats og Norges Pattedyr" (1834) gives en koloreret afbildning af Hunden Broholmeren, der i Texten beskrives som "den store danske Hund eller Slagterhunden". Men Forfatteren holder i øvrigt ikke de to Racer af danske Hund, nemlig den, som han afbilder, og den, som Buffon beskriver under Navn af "Le grand Danois", ud fra hinanden, skjønt han gjør opmærksom paa, at de ikke stemme overens. | Citat |
| — Møller, Viggo. Dansk Jagttidende, Nr. 6, september 1886, s. 86 | |       |

I anden halvdel af 1800-tallet begynder hundeavl at blive organiseret og systematiseret i Europa og Nordamerika.
Dansk Jagtforening bliver grundlagt 8. juni 1884, og en af foreningens første opgaver er at afholde den første jagt- og hundeudstilling i Rosenborg Have i København under navnet "den 1ste nordiske Jagt- og Fjerkræudstilling". Udstillingen finder sted fra fredag den 23. juli til tirsdag den 27. juli 1886.
Som forberedelse til denne udstilling nedsættes "Danske Commission Kjøbenhavn 1886", hvilken skriver den første standard for Broholmeren. Der skrives også en standard for Den danske Hund (i samtiden kaldet "Den store danske Hund").
Der nedsættes i 1887 et "Dansk Hundestambogsudvalg" under Dansk Jagtforening med henblik på at etablere en dansk hundestambog, oprettelsen af denne vedtages "19de April 1888 i Kjøbenhavn", men den første Danske Hund optages ikke i stambogen før 1890.
Dansk Kennel Klub etableres i 1897 for at varetage hundes interesser, herunder Den danske Hund. Antallet af Danske Hunde opnår et omfang der nødvendiggør en særskilt klub i 1928, hvis navn blev "Specialklubben for den danske Hund".
Navneforvirringen består i, at der i Danmark i begyndelsen af 1800-tallet fandtes 3 hundetyper af store jagthunde, der stammer fra den nedlagte kongelige hundekennel på Meutegaarden på Jægersborg (se afsnittet "Beskrivelse").
Odin Jensen :
| Citat                                                                   | Den store danske Hund må ikke forveksles med den store, plumpe, gule engelske Mastif, en Tid i Danmark kaldet Broholmeren eller Dansk Jægerprishund. | Citat |
| — Odin Jensen: Vor Ven Hunden – hunderacer, avl og opdrætning", (1864). | |       |

Dansk Jagttidende blev udgivet af Dansk Jagtforening, der i samtiden er Danmarks øverste organ for hundeverdenen. I maj 1887 opsamles problemstilingen, hvorledes den blev løst, og ikke mindst, hvorfor det var nødvendigt at løse problemet, citat: 
| Citat                                                               | Før Udstillingen [i Rosenborg Have juli 1886] kjendte man her og i Udlandet 2 Hunderacer, der betegnedes som danske, nemlig den store danske Hund (Great Dane, Grand Danois, Groszer Däne) og den lille danske Hund (Petit Danois, Dalmatineren). Ved Udstillingen i Fjor blev endnu én dansk Race erklæres for rén, nemlig den danske Hund (Broholmracen), og der existerer altsaa nu 3 Hunderacer, der betegnes som danske. Af disse kaldes "den lille Danske" dog kun sjældent med dette Navn, langt hyppigere kaldes den "Dalmatineren" eller "den dalmatiske Hund. Misforstaaelserne, foraarsagede herhjemme af Navneligheden, lade sig altsaa let rette, men værre og farligere var det, at denne kunde bruges og virkelig blev brugt som Middel til at slaa "dens store Danske" ihjel, idet Tyskerne toge Anledning til igjennem Navneligheden at begrændse Betegnelsen af "den store Danske"s og "deutsche Dogge"s Identitet. | Citat |
| — Dansk Jagttidende (Organ for Dansk Jagtforening, Nr. 2, maj 1887. | |       |

Hele tanken bag indførelsen af det franske ord "Grand Danois" som betegnelse for Den danske Hund sker af samme årsag som indførelsen af "Broholmer" – ønsket om at adskille de to hundetyper i sproget,[kilde mangler] dels for at undgå tysk misbrug af dette (se afsnittet "Striden med Tyskland om hundens stamland"). Tanken var ikke. at betegnelsen "Grand Danois" skulle erstatte betegnelsen "Den danske Hund", hvilket fører til en artikel om denne problemstilling i "Hunden" i år 1898, citat:
| Citat                                         | I alle Tilfælde burde det nu være trængt Ind i den almindelige Bevidsthed, at den danske Hund hedder saaledes og ikke Ulmerdogge eller tysk Dogge. Men under Bestræbelsen for at klargjøre dette har man begaaet en lignende Fejl, som den onde Tunger beskylde Lægerne for, nemlig, frembragt et nyt Onde ved at helbrede for et gammelt. Det lader sig ikke nægte, at Medicinen – i dette Tilfælde Grand Danois – har virket noget for kraftigt…[om 1880’erne]. I den Tid vare Navnene grand danois og Jægersprishund osv., næsten de eneste Midler til at skjælne mellem Mastiff og dansk Hund. Navnet Jægersprishund er nu gaaet ud af Sagaen, saa at sige; men det er desværre ikke Tilfældet med grand danois. Det breder sig snarere mere og mere. Er det ikke snart paa Tiden at tage Reb i Sejlene? Man maa dog indrømme, at det giver fremmede et løjerligt Indtryk af vor danske Hund, at de høre den til Stadighed omtalt med et fremmed Navn – her hjemme – hvor det al Tid vil gjøre Indtryk af en paaklæbet Etikette. Lad derfor blive enige om at nævne den smukke og yndede Race kun ved dens rigtige Navn – paa Dansk. | Citat |
| — "Hunden", Dansk Kennel Klub, 1898, side 97. | |       |

## Oprindelse
Tamhundens oprindelse kan afgrænses i tid og sted til det sydøstlige Asien, syd for Yangtze floden for 16.300-5.400 år siden. Tæmningen sker fra mindst 51 ulvetæver, formentlig flere hundrede.
Blandt de store jagthunde findes der grundlæggende to typer; den ekstremt høje og slanke, de såkaldte "myndehunde"; og den mindre og mere muskuløse type, på dansk kendt som "dogge, mastiff".
Den tidligst kendte afbildning af store jagthunde af myndetypen er en drikkeskål dateret år 4400-4000 f.Kr., i den før-egyptiske "Badari-kulturen, hvor det ses, at hundene i snor må være tamhunde og brugt i jagten.
De tidligst kendte afbildninger af store jagthunde af myndetypen, hvor der fra den oprindelige farvebelægning kan observeres, at der er tale om tæmmede harlekin-hunde, det vil sige hvide med sorte markeringer, er følgende afbildninger:
- Kisten tilhørende personen Khui, der er dateret til det 12. Dynasti i Egypten (1976-1947 f.Kr.).
- Brudstykkerne af vægmalerierne fra bystaten Tiryns, landskabet Argos, den Peloponnesiske halvø, nord for Sparta, hvor den afbildede vildsvinejagt er dateret til Ældre Bronzealder periode III (1300-1100 f.Kr.).

Det var kun inden for et ganske snævert geografisk område på den nordlige halvkugle, at de store jagthunde havde værdi for mennesket; det vil sige, hvor et foderbehov som et menneske mere end modsvares af den gavn, jagthunden udgør som brugshund. Mod nord ses det, at spidshunde-typerne er langt overlegne som hyrdehund for rensdyr, slædehund og jagthund. Dette er gældende kloden rundt på den nordlige halvkugle. Alle hunde fundet i Danmark før den kimbriske indvandring i 500-tallet f.Kr. er af samme meget mindre spidshunde-type, der regnes for de ældste tamhunde i Norden.
De første store jagthunde af mynde-type i Skandinavien er "Hansmark"-hunden, Fyn fra år 5-400 f.Kr. ; "Hjortsprings"-hunden, Als fra ca. år 400 f.Kr., og "Himlingøje"-hunden, Stevns fra ca. 300 tallet e.Kr. Alle de store myndehunde antages at være ankommet til det nuværende Danmark med folkevandringer fra øst for Tanais (Don)-floden, den gamle grænse mellem Europa og Asien.
De store myndehunde er afbildet i kunst:
(a) Guldskillinger (også kaldet brakteat) møntet nord for Ejder-strømmen i 385-670 e.Kr.:
- Guldskillingen fundet i Røgenæs/Raunes, Vats sogn, Rogaland fylke – 2 halsende jagthunde omkring en rytter til hest i stil I.
- Guldskillingen fundet i Tønder, Sønderjylland (DR BR4) – 2 værnende jagthunde omkring en med bue bevæbnet jæger i stil I.
- Guldskillingerne fundet i nærheden af Slangerup, Sjælland (DR BR59, IK78 og IK79) – 1 halsende jagthund der jager i stil I.
- Guldskilling fra Lellinge Kohave, Bjæverskov Herred, Sjælland (DR BR55, IK105) – 1 jagthund gengivet i stil I.
- Guldskilling fra Ravlunda (Raflunda), Allbo Herred Skåne – 1 jagthund gengivet i stil I.
- Guldskilling fra et ukendt sted i Skåne (DR BR67, IK149, Skåne 1a-b) – 1 jagthund gengivet i stil I.. Der er to guldskillinger med samme stempel; den ene opbevares på Nationalmuseet i København; den anden i Oldsaksamlingen, Oslo.
- Guldskilling fra et ukendt sted på Fyn (IK59) – 1 jagthund gengivet i stil I.
- Guldskilling fra Bolbro-skatten (12 guldskillinger og 37 stykker ringguld), Odense Herred, Fyn (Bolbro C, IK30) – 1 jagthund gengivet i stil I.

(b) Guldhornene, fundet ved Gallehus ved Møgeltønder i Sønderjylland, dateret til 400 tallet e.Kr.:
- 4. række på Ole Worms tegning af det "lange/store" guldhorn i skriftet "De Aureo Cornu" (1641) – jagthund vist omkring vilddyr.
- 1. række af det "korte" guldhorn tegnet af arkivar, kammerråd Jochum Pauliis 1734 – to jagthunde omkredsende en kronhjort med kalv.

(c) Den Gyldne Tavle fra Maglemose ved Gummersmark, Præstø Amt, Sjælland, dateret til 385-670 e.Kr. – to kobbel, det vil sige fire jagthunde, værnende mærket og dermed ejeren i stil I.
(d) En stor gruppe af spændesmykker med sikkerhedsnål til fastspændelse fra 500-750 e.Kr. gengiver også store jagthunde af myndetypen.
(e) På sølvpenge, også omtalt som sceatta, slået 670-755 e.Kr. ses jagthunde afbildet i stil I.
(f) Store jagthunde af myndetypen findes afbildet på runestene, eksempelvis:
- Möjbro-stenen eller Möjebrostenen, Hagby sogn i Uppland (U877), dateret til ca. år 450 e.Kr.
- Sparlösa-stenen, Västergötland (Vg 119) dateret til før år 670 e.Kr.
- Tjängvide-stenen, Älskogs socken (G 110), på det sydlige Gotland dateret til 700 tallet e.Kr.
- Böksta-stenen, Balingsta sogn i Uppland (U855) dateret til omkring år 1000 e.Kr.
- Ledberg stenen, Östergötland (ÖG 181), dateret til ca. år 1000 e.Kr.
- Runestenen fra Lund, Skåne (DR 314), dateret til ca. år 980-1080 e.Kr.

Med kristendommen påbegyndtes i Middelalderen et omfattende klosterbyggeri i Danmark. Kong Erik 5. Klipping var den første konge, som i sidste halvdel af 1200 tallet flyttede sit jagttøj, herunder heste og store jagthunde på de nybyggede klostre; i dette tilfælde Skt. Knuds Kloster i Odense.
(g) Afbildningerne af de store jagthunde ses nu på kalkmalerier i de nybyggede kirker, hvilke blandt andet findes afbildet i følgende kirker:
- Hvorslev Kirke, Midtjylland, dateret til år 1125 e.Kr.
- Keldby Kirke, Møn, dateret til år 1275 e.Kr.
- Udby Kirke, Djursland, dateret til år 1325 e.Kr.
- Brarup Kirke, Falster, dateret til år 1300-1325 e.Kr.
- Skibby Kirke, Sjælland dateret til år 1300-1350 e.Kr.
- Ørsted Kirke, Fyn, dateret til år 1300-1350 e.Kr.
- Bregninge Kirke, Sjælland 1400-1450 e.Kr.
- Tuse Kirke, Sjælland, dateret til år 1460-1480 e.Kr.
- Tingsted Kirke, Falster, dateret til år 1475-1500 e.Kr.
- Elmelunde Kirke, Møn, dateret til år 1475-1500 e.Kr.
- Sct. Hans Kirke, Møn, dateret til år 1494 e.Kr.
- Aarhus Domkirke, dateret til år 1490-1510 e.Kr.
- Hyllested Kirke, Djursland, dateret til år 1500-1520 e.Kr.
- Gislev Kirke, Fyn, dateret til år 1500-1525 e.Kr.

På baggrund af disse afbildninger kan der formentlig sluttes, hvor kongerne havde deres foretrukne vildtbaner.
I 1500-tallet foregik mange forandringer af vore landområder herunder Reformationen, der vinder indpas år 1526-36 e.Kr. De store forandringer gik ikke jagten forbi, og den kongelige jagt bliver nu også en sport. Efter udenlandsk skik skabtes en ny jagtform, kaldet "La Chasse Par Force Du Cerf" (Jagt med styrke efter Kronhjort) og "La Chasse Par Force de chiens" (Jagt med styrke af hunde). Forskellen er, at ikke alle jagter var efter hjorte. Man havde også vildsvine- og ulvejagter. I dag kendes denne type jagt under dens kortere navn "Parforcejagt".
Kernen i Parforce-jagten var at stress-jage vildtet og gennemføre en omkredsning, herunder ved brug af jagttøj. En gruppe på 50-60 store jagthunde, "meuten" (løbende hunde), skulle nedlægge vildtet ved at gribe fat i ørerne og nakken uden at dræbe det.
Denne jagtopgave var Den danske Hund ikke avlet til, og den kunne derfor ikke løse denne opgave. Ud fra samtidige afbildninger havde Den danske Hund et udpræget myndepræg, men manglede vægt til at kunne holde levende vildt nede. Derfor sender Kong Frederik 2. 1585 e.Kr. et skib til England efter hunde. Nogle måneder senere takkede han Dronning Elizabeth 1. af England for de tilsendte jagthunde. I 1587 blev en stald i Ringsted Kloster ombygget til kongens hunde. De "unge Englands Hvalpe", der hentes hjem over de næste mange generationer, er den hund vi i dag kender som Broholmeren. Et eksemplar af den nyankomne "Englandshvalp" kan ses som unghund på kongetapetet fra 1585-86 (Kronborgtapeterne), visende kong Frederik 2. og hans søn, den senere Christian 4. Den fra England importerede dogge (mastiff) krydses nu med Den danske Hund i myndeudgaven. Den nye hund kaldes i Jagtprotokollerne for en "Blending" (blanding). Den er grundlaget for udseendet og opbygningen af den nuværende Danske Hund (Grand Danois).
Kong Frederik 4. overførte den kongelige hundekennel til en nybygget kennel, kaldet Meutegaarden, der i 1749 udvides med en tilstødende jægergård ved Jægersborg nord for København. På baggrund af de kongelige jagtprotokoller for år 1725 fremgår det, at kongens hundehold bestod af 123 hunde, hvoraf ca. 80 var parforcehunde, den jagtopgave på storvildt Den danske Hund havde i samtiden.
Christian 6. deltog ikke personligt i parforce-jagten, og efter Jægermester F. Grams død år 1741 nedlagdes parforce-jagten. Omkring 100 af de store jagthunde på Meutegaarden blev givet bort, hvoriblandt modtagerne var:
- 11 kobbel (= 22 hunde) til Kongen af Sverige, Fredrik I. (Frederik 1. af Sverige)
- 25 kobbel ( = 50 hunde) + 3 jagthorn til Markgreven af Culmbach, Frederik af Brandenburg-Bayreuth.
- 6 kobbel ( = 12 hunde) til Hertugen af Plön, Frederik Carl von Carlstein, hertug af Slesvig-Holsten-Sønderborg-Plön.
- "fire store hunde af de danske Blendinge" til Den Sardiniske Majestæt, Charles Emmanuel III, Hertug af Savoyen og Konge af Sardinien

Først nu findes Den danske Hund i konge- og hertugdømmerne syd for Ejderen. Christian 6. dør 6. august år 1746, og allerede 1. oktober år 1746 e.Kr. genopretter Frederik 5. Parforce-jagten med et årligt budget på 10.000 Rigsdaler. En måned senere, 1. november 1746, var der 82 "brogede hunde", dvs. Blendinge i harlekin, til Parforce-jagten.
Mange af disse Blendinge i harlekin kan ses på et maleri i gouacheteknik af Johan Jacob Bruun fra 1746. Maleriet tilhører kongefamilien og hænger på Eremitageslottet, der er kongefamiliens private jagtslot.
Ved Kongelig Resolution den 20. oktober 1777 nedlægges Jagten endegyldigt, hvorefter hundene kom ud til adelen og borgerskabet, der fra midten af 1800 tallet begyndte at organisere opdrættet af hunde, som vi kender den i dag.
For at fremme det nu private avlsarbejde i Danmark havde Zoologisk Have (København Zoo) i København hundeopdræt 1875-1927. Ved århundredeskiftet var der 76 Grand Danois og fem broholmere i hundegårdene ud mod Fasanvejen.

## Kendte navne for Den danske Hund
- "Raro" gengivet på Karel van Mander III's maleri fra ca. 1665. Hænger på Statens Museum for Kunst.

- “Sultan" Frederik 4.'s favorithund, gengivet på Bendix Grotschilling Juniors maleri fra 1706. Hænger på Rosenborg Slot.

- "Bounce" tilhørte den engelske digter Alexander Pope (1688-1744) i 1718

- "Sioler"

- "Borman"

- "Fender"

- "Makin"

- "Slatterman"

- "Deiman" og de foran nævnte fem var i 1723-24 kronprins Christian senere Christian 6.'s favorithunde, jf. påtegninger på De Kongelige Jagtprotokoller for årene 1710-36 på Meutegaarden ved Jægersborg.[61]

- "Gourmand" Christian 7.'s favorithund i 1766.[62]

- “Skjold" Hr. Cand.jur. Klemps store danske hund år 1854.[63]

- "Rolf" tilhørte Boghandler Johannes Gravenhorst, Kgs. Lyngby. Det var den første Danske Hund udstillet med naturlige ører, dvs. uden kupering. Det skete på den første jagt- og hundeudstilling i Rosenborg Have i København juli 1886.[64]

- "Minka" var ejet af Godsejer Niels Juel Lund, Julianelyst Gods ved Horsens og var den første Danske hund optaget i Dansk Hunde-Stambog i 1890.[65]

- "Marco" og "Jan" (tæve) tilhørte Carl Brosbøll (Carit Etlar) i 1894-96.[66]

- "Gorm" tilhørte Fru Sagfører Nancy Madsen i 1897. Gorm ser ud til at være stamfader til den nuværende harlekin-æt.[67]

- "Rufus" tilhørte familien Lassen til Bækkeskov Gods, Sydsjælland og var bedste ven med Anders Lassen og dennes lillesøster Bente (Bernstorff-Gyldensteen).[68]

## Beskrivelse
Som følge af Jagtens ændrede form til parforcejagt og de ændringer, det medfører i hundeopdrættet fra år 1585, kan Den danske Hund beskrives i tiden før og efter denne ændring; hvilket vil sige den oprindelige myndehund og den senere blending.
Desuden undergår Den danske Hund en ændring i opdrættet, da Jagten nedlægges endeligt i 1777, og hunden overgår fra jagthund til den nuværende selskabshund i løbet af 1800 tallet.
Den oprindelige myndehund er kendt fra følgende gengivelser:
- Hunden har uhyre lange og slanke lemmeknogler samt kranium med forlænget snudeparti og svagt konveks pandelinje, har været en mynde.

Errindlev hunden, Sydlolland, dateret til ca. 950.
- nogle meget lange lemmeknogler, der er fundet sammen med et langt og smalt kranium. Disse dele viser, at vi her har en mynde for os, dog ikke den russiske Barzoi med den ejendommeligt hvælvede øvre Profillinje, men et dyr, der ligesom den engelske mynde har en normal pandeafsats.

Næsholm hunden, Odsherred, dateret til år 1240-1340
- Kongelig resolution 24 marts 1764 fremhævede at hundenes farve kunne være ligegyldig, blot de var gode.[71]
- Af Egnens tamme Dyr [i 1767] erindres her fornemlig om den ægte danske Hund af den store Slags, som Bønderne holde her omkring. De have sort Haar og stærke Lemmer.[72]

- Den rette danske Hund [i 1864] er den halvt myndeagtige tigrede, plettede, graa, gule eller sorte Vagthund, der i ældre Tid brugtes som Ulvehund baade herhjemme og trindt om i Europa.[73]
- Totalindtryk: Den store danske Hund er ikke saa svær og solid som Mastiffen, men maa heller ikke nærme sig for meget til Myndetypen. [Standard for] Den store danske Hund (1888)
- Helhedsindtrykket af den danske Hund er imponerende, elegant og kraftfuldt. En stor, flot Hund med harmoniske og smuk¬ke Linier…. Styrke og Livskraft og rene Farver giver den danske Hund den Harmoni i Helhedsindtrykket, der virker saa ædelt og harmonerer med dens Størrelse, trofaste Karakter, Stolthed, Mod og hele Fremtoning. Standard for den danske Hund (1935)

Dr. Gerhard Wiltrup, Charlottenlund var livlæge for Christian 10. og storopdrætter af Den danske Hund i 1930’erne. Han har skrevet følgende om Den danske Hund:
| Citat | En Grand-Danois kan [i 1935] kun karakteriseres ved Substantiver: Ædelhed, overlegen Ro, bunden Kraft, smidig Styrke, Ynde. Desværre forveksles Ædelhed ofte med Masse, Ro med Sløvhed, Kraft og Styrke med Muskler og Knogler, og Ynde med Ladhed. | Citat |
| — Gerhard Wiltrup: Grand Danois - en fragmentarisk studie i "Hundevennernes jul" (Dansk Kennel Klub, årgang 1935). | |       |

### Højde
En stor jagthunds højde måles på samme vis som hesten; stangmål over skulder-kammen, der kaldes mankehøjde.
- Ca. år 400 f.Kr. – Mankehøjde 61 cm - "Hjortsprings"-hunden (Hjortspringsbåden), Als.[75]

- Ca. 300-tallet – Mankehøjde 68 cm - "Himlingøje"-hunden, Stevns.[75]

- År 1800-3 – Mankehøjde 71–79 cm.[76]

- År 1854 – Mankehøjde 80 – Etatsraad Klemps Danske Hund "Skjold".[63]

- År 1888 – Mankehøjde for hanhunden min. 78 cm og min. 74 cm for tæven.[77]

- År 1903 – Mankehøjde 78 cm for hanhunden og 76 cm for tæven.[78]

- År 1935 – Mankehøjde for hanhunden min. 76-80 og min. 72–75 cm for tæven.[79]

I dag – Mankehøjden er i gennemsnit ca. 86–90 cm for hanhunden og ca. 78–84 cm for tæven.
Hundens form er nogenlunde kvadratisk. Hanhunden vil typisk måle ca. 120–130 cm oprejst til hovedskal, og ca. 2 meter stående på bagbenene.
De nuværende mankehøjder på Den danske Hund er med andre ord en nyskabelse fra det 20. århundrede. Det skyldes dels forbedrede kostvilkår, dels at hundene nu avles alene som selskabsdyr, og derfor med meget stor fokus på højde over hundens andre oprindelige egenskaber som brugshund i jagten.

### Vægt
År 1854 - 140 Pd. [70 kg] - Etatsråd Klemps Danske Hund "Skjold".
År 1888 – min. 60 kg for hanhunden og min. 50 kg for tæven.
År 1935 – "Jo større, jo bedre".
En granddanois vokser i sit først år 1 cm i højde og 1 kg pr. uge. Hunden er fuldvoksen i 3 års alderen, hvor hanhunden typisk vil veje 60–80 kg, mens tæven vil veje lidt mindre.

### Løbehastighed
En granddanois kan holde en gennemsnitshastighed på 48 km/t over korte afstande; i en jagtsituation sikkert lidt hurtigere. Til sammenligning opnår den væsentlig lettere og mindre Greyhound hastigheder på 63 km/t, med en tophastighed på 70 km/t.
En granddanois løber i galop, hvilket vil sige, at hunden begynder bevægelsen med sit bagben. Næst derefter lander det andet bagben foran det første bagben, et kort øjeblik derefter efterfulgt af forbenet i samme side. Til sidst følger forbenet på den anden side, efterfulgt af et kort øjeblik hvor alle fire poter er uden kontakt med løbefladen.

### Levetid
Den danske Hund bliver sjældent mere end 8-10 år gammel. I Grand Danois Klubben i Danmark opnår en hund "veteran"-status som 10-årig.
Grand Danois Klubben har et gammelt ordsprog der lyder, citat:
| Citat | Gaardhunden maa ikke blive over ti Aar gammel; de Aar, den lever derover, drages fra Huusbondens Levetid. | Citat |
| — J. M. Thiele: Danmarks Folkesagn (Kiøbenhavn, C. A. Reitzels Forlag, 1860, 3. Deel, s. 54, Om Huusdyrene, nr. 249). | |       |

### Pelsfarver
Granddanois eksisterer med forskellige pelsfarver, som enten kan være godkendte eller ikke godkendte af FCI.[kilde mangler]

#### Godkendte pelsfarver
Gul: Farven er gul med en sort maske.
Tigret: Farven er gul med sorte "tiger"-striber.
Sort: Farven er sort, hvide aftegninger er tilladt.
Mantel: Bundfarven er hvid, ryggen er sort (ligner lidt en sadel).
Harlekin: Bundfarven er hvid, sorte pletter er fordelt på hele kroppen.
Blå: Farven er grå og kan ved særlige lysindfaldsvinkler virke meget blå. Hvide tæer og hvidt bryst er tilladt.

#### Ikke godkendte pelsfarver
Hvid: Farven er hvid. Hvalpe af denne type ses typisk som noget skravl, da den hvide farve og dårligt helbred typisk hænger sammen.
Fawnequin: Bundfarven er hvid med brune aftegn.
Merle: Farven kan bedst beskrives som et miks af af hvid, gul og sort.
Merlequin: Farven kan bedst beskrives som et miks af hvid, blå og sort.
Gul mantle: Bundfarven er hvid, ryggen er gul (ligner lidt en sadel).

### Hundefoder
Det oprindelige oldnordiske ord var "sollr" (søle), der betegnede hunde- og svineføde bestående af brækket brød, udblødt i mælk eller vand.
I 1680 købte Christian 5. Engelske Hunde [ = Broholmeren] og sendte jægermester Røder, jagtpage F. Gram og overjæger Masmann til England for at hente hundene og deltage i jagterne i England, formodentlig for at opnå erfaring. Der blev også indkøbt særligt foder i England, kajebrød, der blev givet til hundene sammen med hjemmebagt rugbrød. Rugbrødet, senere garstenbrød (bygbrød), blev blødt op i varmt vand med det kogte kajebrød. Uden for jagtsæsonen, om vinteren, blev de fodret med billigt kød af gamle heste. Kajebrød menes at være kagebrød, og derfor det samme som fladkager.
Den danske Hund "Campus Fürst" (mankehøjde på 92 cm, vægt 82 kg), af Turistforeningen for Danmark i England og Amerika markedsført som "verdens største hund", blev som 4,5 årig i 1948 fodret med rugbrød og hestekød.
I dag spiser en fuldvoksen Grand Danois ca. 1 kg tørfoder pr. dag, dvs. meget tæt på hvad et voksent menneske indtager.

### Salgspris i historisk perspektiv
- 800 Rdl [= 22.520 2004-kroner] tilbudt for etatsråd Klemps Danske Hund af kejserinden af Østrig i 1863-74.

- 500-1000 kr. i 1887 [= 28.151-56.302 2004-kroner].

- 400 kr. harlekin tævehvalp født 21.3.1933 tilbydes af fru Elisabeth Enemark, Kennel "Kongshøj", Terslev, Haslev.

- 300 kr. sort hanhvalp født 30.6.1933 tilbydes af grevinde Raben-Levetzau (Suzanne Lassen.)

- 200 kr. tævehvalp født 30.6.1933 tilbydes af grevinde Raben-Levetzau (Suzanne Lassen).

- 1200 kr. hvalp med Harlekin-hunden "Campus Fürst" som avlshund i 1948.

- 35 guineas [£37= US$ 105] harlekin tævehvalp, 8 uger gammel, tilbydes af miss Lomar, England 8.1.1949.

- 200 US$ pr. hvalp, 8 uger gammel, tilbydes Rosemary B. Bojesen, Wisconsin, USA af Kennel Blaaholm i august 1951.[86]

## I kultur
Nedenfor er opført eksempler på, at Grand Danois optræder i danske og udenlandske kulturelle sammenhænge.
- "Danish dogs" (Danish dogges) i Shakespeare: Hamlet, Prins af Danmark.
- Logo for Dansk Kennel Klub fra klubben blev grundlagt i 1897 frem til 1995 (på Kennelmærker).
- Helhunden "Black Shuck" i Sherlock Holmes-mysteriet “The Hound of the Baskervilles" (Baskervilles Hund), skrevet af Sir Arthur Conan Doyle i 1902
- "Grand Danois" i "Ølhunden Glammer", skrevet af Poul Henningsen (P.H.) til hans revy "På Ho’det". Opført på Nørrebros Teater 1929 og sunget af Oswald Helmuth.
- Dronning Christina (1933) med Greta Garbo i hovedrollen. To danske hunde ses sammen med Dronning Christina, da hun rider ind på slottet.
- Marmaduke granddanois i avistegneseriestribe.
- Victor Barky i tegnefilmen "Dog Tales" (1958); en parodi på Victor Borge spillet af en granddanois. Victor Borge blev ofte kaldt en "Great Dane".
- Scooby-Doo granddanois i tegne- og spillefilm.
- Brutus – Den grimme gravhund (The Ugly Dachshund). Spillefilm fra 1966. Med udgangspunkt i H.C. Andersens Den Grimme Ælling, vokser Grand Danois-hvalpen op med et kuld gravhunde.
- Chestnut dansk hund i spillefilmen "Tøser & Hund" (Chestnut: Hero of Central Park) fra 2004.

## Striden med Tyskland om stamlandet for Grand Danois
Den østrigske Dr. Leopold Joseph Franz Johann Fitzinger (1802-1884) var zoologi-professor ved "Kaiserlich-königlichen Naturalien-Cabinetes zu Wien" (Naturhistorisches Museum) og var tillige direktør for de nyoprettede zoologisk haver i München (Englischer Garten) og Budapest. Dr. L. Fitzinger afholder i 1867 3 foredrag på det østrigske modsvar til "Kongelige danske videnskabernes selskab" (Videnskabernes Selskab); i samtiden kaldt "Kaiserlichen Akademie der Wissenschaften" (i dag "ÖAW"). De tre forelæsninger er en doktorafhandling, der senere bliver til hans bog "Der Hund und seine Racen. Naturgeschichte des zahmen Hundes, seiner Formen, Racen und Kreuzungen" (Tübingen, 1876). Hans afhandling, og bog, anses som et af hovedværkerne omkring hunde, ikke mindst fordi al kendt viden om hunde er afdækket i afhandlingen, hvis indhold er en opdeling af samtlige (180) hundetyper i syv grundtyper.
I beskrivelsen af Den danske Hund, af Dr. L. Fitzinger betegnet "Der grosse dänische Hund (Canis leporarius, danicus)" angives 24 samtidige og ældre kildehenvisninger, hvoraf ingen er danske. Alle, uden undtagelse, beskriver Den danske Hund som en dansk hund. På denne baggrund hersker der enighed om, at op til år 1880 er Den danske Hund (Grand Danois, Great Dane) den store jagthund, der er avlet i de danske landskaber fra arilds tid.
Den første hundeudstilling fandt sted 14. til 20. juli 1863 i St. Pauli-Turnhalle i Hamborg, hvor hundene var opdelt i "Klasse 26 Dänische Doggen" (8 hunde deltog) og "Klasse 27 Ulmer Doggen" (7 hunde deltog). Denne opdeling fortsatte på hundeudstillingerne i 1869 og 1876 i Hamborg, og var gældende til og med hundeudstillingen i Hannover 1879.
Det dansk-tyske forhold - herunder magtforhold - ændredes markant i denne periode. Danmark tabte hertugdømmerne Slesvig og Holsten i 2. Slesvigske Krig 1864 og blev dermed en stat uden et tysktalende befolkningselement, og det Tyske Kejserrige etableres i 1871 med Otto von Bismarck som kansler 1871-1890. Det nye samlede Tyskland havde behov for nationale symboler til at markere den nye stormagts styrke og position.
Ud fra "Otto von Bismarck Stiftungs hjemmeside" og det satiriske ugeblad Kladderadatsch fra august 1878 kan der udledes, at Bismarck udnævner Den danske Hund til "Reichhund" på eller umiddelbart efter Berlinerkongressen juni-juli 1878; Tanken var, at Det Tyske Rige med sine nye landvindinger og stormagtsstatus skulle have en rigshund, der kunne afspejle det nyskabte riges storhed og styrke.
På Bismarcks foranledning nedsættes i 1878 en kommission under ledelse af Heinrich Bodinus, direktør i Berlins Zoologiske Have (Direktor des Zoologischen Gartens von Berlin) samt 6 øvrige tyske hundekyndige. Kommissionen fik navnet "Kynologischer Verein Hektor", hvor denne kommission navngiver "den tyske rigshund" med betegnelsen "Deutsche Dogge". Fra 1880 er det kun tilladt at omtale Den danske Hund med dette navn i det nyskabte Tyske Rige.
Redaktør af "granddanoisestambog" og medstifter af Dansk Kennel Klub Viggo Møller beskrev i 1887, hvad der var undervejs i samtiden, citat:
| „ | Men nu vil Tyskerne se at faa Benævnelsen "stor dansk Hund" ud af Verden. De har i de sidste 8-10 Aar begyndt at drive Hundesport, og om end deres Kynologi endnu staar paa Begyndelsesstandpunktet, arbejdes der dog meget ihærdig, og de er ikke bange for at annektere ogsaa paa dette Omraade [...] Bestræbelserne i saa Henseende gjøres især af den tyske Forening "Hector", og ved Artikler og Afbildninger søger man at slaa fast, at den store danske Hund skal kaldes "Deutsche Dogge" [...] Skal den store danske Hund bevares for os, er det paa høje Tid. Hovedsagen er naturligvis, at vi kjende Hunden og hjælpe Englænderne, Franskmændene og i det hele taget Evropa at holde paa Navnet lige over for Tyskernes, særlig Foreningen "Hector"'s Forslugenhed. | “ |
|   | — Viggo Møller: Hunden og Hunderacerne, 1887, Ellevte Kapitel; etc. |   |

Kaptajn Wilhelm Dinesen, Karen Blixens far, var også stærkt hundekyndig og –interesseret. W. Dinesen udtalte sig følgende om sagen i 1892, citat:
| „ | Jeg skal da først bemærke, at Navnet paa den berømte Hunderace, som Tydskerne nu ville have døbt om til den tydske Dogge, hele Jorden over i alle civiliserede Sprog ikke er eller har været den danske Hund, men den store danske Hund […] | “ |
|   | — Dansk Jagttidende (Organ for Dansk Jagtforening, Nr. 5, august 1892); Dansk Jagttidende (Organ for Dansk Jagtforening, Nr. 7, oktober 1892, forsiden).                                                                                    |   |

Navngivningen af den tyske kommissionen (Kynologischer Verein Hektor) fik i første omgang ingen konsekvenser uden for det Tyske Rige, da man i de engelsktalende lande og Frankrig vedblev at kalde hunden for Great Dane (Danish Dog) og Grand Danois (Chien danois).
Problemstillingen ligger i dvale indtil nazisterne overtager magten i Tyskland i 1933. Ved en ordre fra Gestapo dateret 20. juli 1935 opløses alle hundeklubber i Det Tredje Rige. Mod slutningen af 1936 er det organiserede tyske hundevæsen blevet underlagt Rigsernæringsministeriet (Reichsernährungsministerium) og Hærens Overkommando (Oberkommando des Heeres) under SA (Sturmabteilung).
Det nye nazi-kontrollerede tyske hundevæsen "Reichsverband für das Deutsche Hundewesen" (RDH) sendte herefter et brev til Dansk Kennel Klub, hvori RDH meddelte, at organisationen på den kommende generalforsamling 22. juli 1937 i den internationale hundeorganisation Fédération Cynologique Internationale (FCI) i Paris ville udbede sig, at Den danske Hund (Grand Danois, Great Dane) blev omdøbt til Deutsche Dogge; denne gang på verdensplan.
Brevet fra RDH blev behandlet på bestyrelsesmødet i Dansk Kennel Klub den 5. december 1936. Af dette bestyrelsesmødereferat fremgår det, at Dansk Kennel Klub som svarskrivelse havde afsendt en "Standard for den danske Hund (Grand Danois, Great Dane)- Stamland: Danmark" til RDH. Denne standardbeskrivelse af den danske Hund var blevet udarbejdet og godkendt på Dansk Kennel Klubs bestyrelsesmøde, den 18. marts 1935.
I løbet af foråret og forsommeren 1937 behandlede Dansk Kennel Klub sagen på yderligere to bestyrelsesmøder. Bestyrelsesreferatet af den 30. marts 1937 viser, at man vedtog at spørge den danske presse- og kulturattaché, Helge Wamberg, ved den danske legation i Paris, hvorvidt han ville forsvare Dansk Kennel Klubs interesser i denne sag. Dette blev imidlertid afslået af attachéen. Bestyrelsesreferatet af 29. maj 1937 viser, at man i stedet for anmodede Henry Larsen, medlem af bestyrelsen i Dansk Kennel Klub om bistand, som på dette tidspunkt boede i Genève.
Udover Henry Larsen, bestod den danske delegation af Ferdinand Prior, honorær generalkonsul for Frankrig og bankdirektør i Banque des Pays du Nord i Paris. Ferdinand Prior var lillebroder til Hans Peter Prior, fhv. Handelsminister. Desuden deltog C. Hagbarth Christensen, som formand for Specialklubben for Den danske Hund (i 1951 omdøbt til Grand Danois Klubben i Danmark).
Fra det franske referat fra FCIs generalforsamling den 22. juli 1937 fremgår det, citat:
| „ | Hr. Ferdinand Prior, der repræsenterede Dansk Kennel Klub i forsamlingen, holdt et kyndig foredrag, hvori det af adskillige citater fremgik, at pågældende race allerede fra gamle tider af, såvel i videnskabelige afhandlinger som i dagligsproget, var blevet kaldt "dansk hund", "dansk dogge, grand danois" eller blot "Dansk", og dét i hele Europa uden undtagelse, også i Tyskland. | “ |
|   | — Referat fra FCIs generalforsamling 22. juli 1937 i Paris. |   |

Generalsekretær Baron Albert Houtart for den internationale hundeorganisation, Fédération Cynologique Internationale (FCI), tilføjede og underskrev følgende tekst til referatet, citat:
| „ | Foredraget blev ikke efterfulgt af nogen debat eller beslutning, som følge af en udtalelse fra hr. Glockner, R.D.H.’s formand og repræsentant for foreningen på generalforsamlingen. ... Hr. Glockner erklærede, at spørgsmålet var blevet sat på dagsordenen ved en fejltagelse og at RDH ikke havde fremsat nogen officiel anmodning om at ændre benævnelsen "Grand Danois"." | “ |
|   | — Referat fra FCIs generalforsamling 22. juli 1937 i Paris. |   |

Forklaringen til Verbandsführer Hans Glockners udtalelse gives af C. Hagbarth Christensen, formand for "Specialklubben for den danske Hund", i hans efterfølgende indberetning om begivenheden i oktober 1937. Efter afslutningen af Ferdinand Prior’s foredrag foran den samlede bestyrelse af Fédération Cynologique Internationale (FCI) blev der hørt, citat:
| „ | Et overvældende Bifald, der gjalt saavel Indlægget som Taleren, brød løs og den myndige Dirigent formaaede kun langsomt at genoprette Roen. Formanden for Reichsverband, Hans Glockner, bad straks om Ordet og oplyste, at Reichsverband aldrig havde skrevet eller afsendt dette Brev, som var Indledningen til hele denne Sag. Det var efter hans Mening ogsaa det dummeste Brev, han nogensinde havde hørt. Omgaaende greb Dirigenten ind og fastslog, at Danmark i et og alt havde Ret i sin Paastand, thi selv om Tyskerne havde forædlet Racen, berettigede dette dem ikke til at ændre Hundens Nationalitet og Navn. | “ |
|   | — C. Hagbarth Christensen: Danmark vandt Kampen om "Grand danois","Hunden" (Dansk Kennel Klub, 1937, oktober måned, s. 165-173). |   |

Med andre ord, FCIs generalforsamling den 22. juli 1937 fastslog at "Standard for den danske Hund (Grand danois, great dane)- Stamland: Danmark", der var blevet godkendt på Dansk Kennel Klubs bestyrelsesmøde den 18. marts 1935 var og er den rette standard.
Tiden går, Tyskland tabte 2. verdenskrig; en krig der havde negativ indvirkning på mennesker og dyr, herunder hundeopdræt. Genopretningen af det organiserede hundeopdræt og –udstillinger begyndte så småt at komme på fode igen i 1947-48.
Den hollandske kynolog, P.M.C. Toepoel, var en aktiv forfatter i tidsrummet 1942-49, og anses for værende autoritet i bevarelsen af hollandske hundetyper, herunder særligt den hollandske fårehund Schapendoes.
Toepoel udgiver blandt andet opslagsværket "Toepoel’s Hondenencyclopaedie" (Amsterdam, 1949).
Den 5. november 1948 skriver Toepoel et brev til generalsekretæren for FCI, Baron Albert Houtart, guvernør af provinsen Brabant, Belgien. Svarskrivelsen fra FCI, underskrevet af Baron Houtart, med kopi til Dansk Kennel Klub, er dateret 15. november 1948. I dette brev gennemgås FCIs generalforsamling 22. juli 1937 samt striden mellem Dansk Kennel Klub og den tyske hundeorganisation om Den danske Hund. P.M.C. Toepoel havde i sit brev stillet følgende spørgsmål til FCI, citat:
| „ | Er den såkaldte "tyske dogge" og den såkaldte "Grand Danois" to forskellige racer? Er der tale om en hund, som Danmark (Danmark som oprindelsesland, RED.) kan gøre krav på eller om en national, tysk race? | “ |
|   | — Historiske arkiver ved Grand Danois Klubben i Danmark. |   |

Til dette brev svarede FCI, som FCI ligeledes havde redegjort for tidligere i år 1937, citat:
| „ | For FCI har denne race altid været – og forbliver – en national, dansk race, og kun den af Dansk Kennel Klub registrerede standard er officiel i vores øjne. | “ |
|   | — Historiske arkiver ved Grand Danois Klubben i Danmark. |   |

Den internationale hundeorganisation FCI er reguleret af et sæt af vedtægter. Disse vedtægter krævede frem til januar 2010 en beslutningsdygtig generalforsamling for at tilføje nye, eller ændre eksisterende godkendte, standarder for af FCI anerkendte hunderacer. Fra januar 2010 godkendes ændringer til en standard af bestyrelsen, hvis fremsat af hunderacens stamland. En sådan beslutning har ifølge FCI ikke fundet sted.
FCIs vedtægter stipulerer ligeledes, at kun stamlandet (oprindelseslandet) for en hunderace er berettiget til at indsende en hundestandard til FCI.
Det fremgår af referatet fra generalforsamlingen i FCI i 1957, at Standardkommissionen nu er genaktiveret, underforstået efter at have været nedlagt siden, og på grund af 2. verdenskrig. Den tyske hundeorganisation, nu kaldet Verband für das Deutsche Hundewesen (VDH), indsender uopfordret en ny standard for Grand Danois dateret 18. november 1961 til FCI. Denne standard bliver først stemplet "Modtaget" i Dansk Kennel Klub den 17. marts 1976. VDHs handling sker i strid med FCIs vedtægter. Hvorfor den af VDH til FCI indsendte standard først modtages af Dansk Kennel Klub 15 år senere kan hverken FCI eller Dansk Kennel Klub give en forklaring på.
Den af VDH i 1961 indsendte standard nævner ikke stamlandet med ét eneste ord, hvilket land stadig er Danmark. Da standarden ikke benyttes i Danmark har det ikke haft nogen praktisk betydning, og det ser derfor ud til at man i såvel Dansk Kennel Klub, som Grand Danois Klubben i Danmark, ikke har skænket den tilsendte standard videre tanke ved modtagelsen i 1976. Det er først med den nye standard, som VDH indleverede den 31. maj 1988 til FCI, at alle ord der forbinder Den danske Hund med Danmark er forsvundet, og kun "Deutsche Dogge" forekommer i teksten, samtidigt med at det nu fremgår, at hunden er en "Deutsche Rasse".
Sagen blev af Dansk Kennel Klub bragt for FCIs hovedbestyrelse på mødet i Madrid 24-25. februar 2010, hvorunder Dansk Kennel Klub, som i 1937, forelagde et omfattende vidnesbyrd for at Den danske Hund er en dansk hund, og at stamlandet derfor er Danmark. Det besluttedes på mødet, at FCI skulle foretage videre undersøgelser og give en tilbagemelding.
FCI gav resultatet af undersøgelsen i en tilbagemelding til Dansk Kennel Klub den 11-12. september 2012, hvor FCI meddelte, at intet er fremkommet, der modsiger Dansk Kennel Klub påstand om, at stamlandet for Den danske Hund (Grand Danois) er Danmark.
Til trods for at FCI ikke har modtaget indsigelser fra VDH, fremgår det af hjemmesiden for den tyske Grand Danois Klub (Deutscher Doggen Club), at den tyske Grand Danois klub er af en anden holdning end Dansk Kennel Klub, citat:
| Citat                                                                                     | And Germany being the country of origin of the breed. But there is no rose without thorns. France and other anglosaxon countries still name it as „Grand Danois“ or „Great Dane“ – a tall Dane. It will remain a riddle why this naming had been used first by a french naturalist Buffon(1707-1788) in literature. There is no evidence that Denmark has in particular contributed to the creation of the breed. | Citat |
| — Hjemmesiden for 'Deutscher Doggen Club' - History on the „Deutsche Dogge“ (Great Dane). | |       |

Sagen afventer dermed den endelige afgørelse fra FCI. Fra dansk side forventer Dansk Kennel Klub, at FCI vil tilpasse klassifikationen af Den danske Hund til FCIs egen beslutning i 1937 og senere stadfæstet i 1948, citat:
| „ | For FCI har denne race altid været – og forbliver – en national, dansk race, og kun den af Dansk Kennel Klub registrerede standard er officiel i vores øjne. | “ |
|   | — Historiske arkiver ved Grand Danois Klubben i Danmark. |   |

Derimod håber Deutscher Doggen Club på at kunne fastholde den nuværende situation og dermed, at oprindelseslandet for hunden forbliver Tyskland.

### FCI-standard for Great Dane
- FCI-Standard for Great Dane, No 235. Arkiveret 18. oktober 2012 hos  Wayback Machine (engelsk)

### Hundeorganisationer
Følgende hundeorganisationer deler interessefeltet omkring hunderacen Grand Danois:
International organisation
- Den officielle hjemmeside for Federation Cynologique Internationale (FCI), stiftet 1911. (engelsk), (fransk), (tysk) og (spansk)

Nationale organisationer

#### Danmark
- Den officielle hjemmeside for Dansk Kennel Klub, stiftet i 1897.
- Den officielle hjemmeside for Grand Danois Klubben i Danmark, stiftet i 1928.

#### Tyskland
- Den officielle hjemmeside for Verband für das Deutsche Hundewesen/German Kennel Club, stiftet i 1906. (tysk)
- Den officielle hjemmeside for Deutsche Doggen Club 1888 e.V., stiftet i 1888. (engelsk)